# Гер'янсдам
Гер'янсдам (нід. Heerjansdam, нід. вимова: [ˌɦeːrjɑnzˈdɑm] ( прослухати)) — село в нідерландській провінції Південна Голландія. Входить до муніципалітету Звейндрехт.
До 2003 року мало статус окремого муніципалітету.